# 벨리카클라두샤

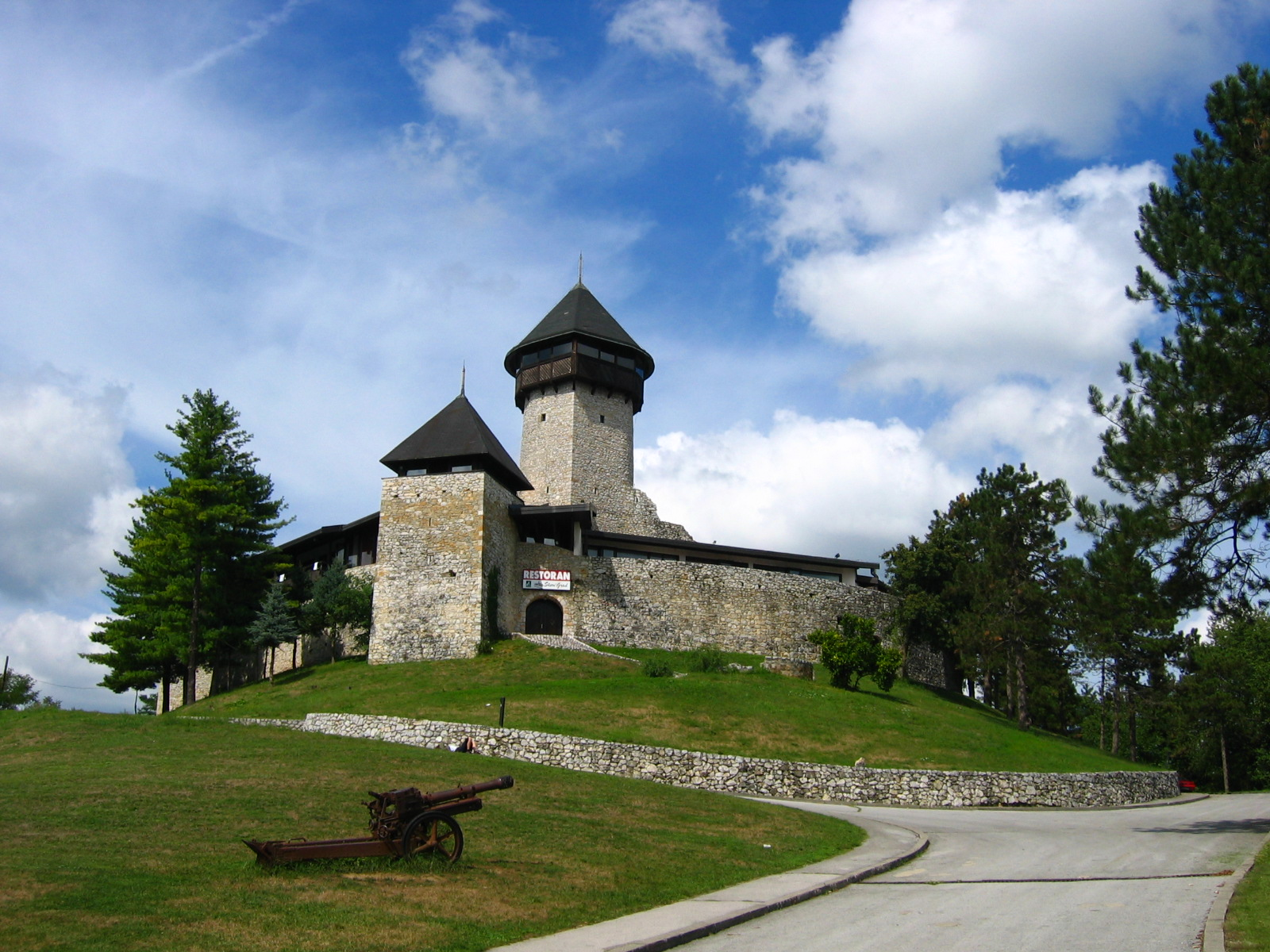
벨리카클라두샤 성

벨리카클라두샤(세르비아어: Велика Кладуша, Velika Kladuša, 보스니아어: Velika Kladuša, 크로아티아어: Velika Kladuša)는 보스니아 헤르체고비나 북서부에 위치한 도시로, 면적은 331km2, 인구는 44,770명(2013년 기준), 인구 밀도는 135명/km2이다.
행정 구역상으로는 보스니아 헤르체고비나 연방 우나사나 주에 속한다. 크로아티아 국경과 가까운 편이며, 인근에 위치한 도시로는 차진, 비하치, 노비그라드(보산스키노비)가 있다.

## 같이 보기
- 보산스카크라이나